# Мустанг (фільм)
«Мустанг» (тур. Mustang) — фільм 2015 року турецької режисерки Деніз Ґамзе Ерґювен. Знятий у спільному міжнародному виробництві. Представлений у програмі «Двотижневик режисерів» на Каннському кінофестивалі 2015 року, де здобув нагороду Europa Cinemas Label Award. Це перша повнометражна стрічка режисерки Деніз Ґамзе Ерґювен.. Фільм було висунуто на здобуття у 2016 році премії «Оскар» у категорії за найкращий фільм іноземною мовою. Він також був номінований на Золотий глобус як найкращий фільм іноземною мовою.
Фільм отримав 9 номінацій на здобуття кінопремії «Сезар» 2016 року, зокрема за найкращий фільм, найкращий дебютний фільм (отримав нагороду) та за найкращу режисерську роботу.

## Опис
На початку літа у північному турецькому селищі п'ятеро сестер повертаються додому зі школи, невинно граючись із хлопцями. Проте їхні ігри спричиняють скандал з неочікуваними наслідками через аморальність. Родинний дім стрімко перетворюється на в'язницю, навчання домашньому господарству заміняє школу, починають влаштовуватися весілля. Однак волелюбні сестри знаходять шляхи впоратись із тиском оточення.

## У ролях
- Ерол Афсін
- Ілайда Акдоґан
- Доґа Зейнеп Доґуслу
- Еліт Іскан
- Гюнеш Шенсой
- Тугба Сунгуроглу

## Визнання
| Нагороди та номінації фільму Мустанг | Нагороди та номінації фільму Мустанг                 | Нагороди та номінації фільму Мустанг                 | Нагороди та номінації фільму Мустанг                                                   | Нагороди та номінації фільму Мустанг | Нагороди та номінації фільму Мустанг |
| Рік                                  | Нагорода                                             | Категорія                                            | Номінант                                                                               | Результат                            |                                      |
| ------------------------------------ | ---------------------------------------------------- | ---------------------------------------------------- | -------------------------------------------------------------------------------------- | ------------------------------------ | ------------------------------------ |
| 2015                                 | 68-й Каннський міжнародний фестиваль                 | Europa Cinemas Label                                 | Мустанг                                                                                | Перемога                             |                                      |
| 2015                                 | 68-й Каннський міжнародний фестиваль                 | Золота камера                                        | Мустанг                                                                                | Номінація                            |                                      |
| 2015                                 | 68-й Каннський міжнародний фестиваль                 | Queer Palm                                           | Мустанг                                                                                | Номінація                            |                                      |
| 2015                                 | Одеський міжнародний кінофестиваль                   | Гран-прі Золотий Дюк                                 | Мустанг                                                                                | Перемога                             |                                      |
| 2015                                 | Одеський міжнародний кінофестиваль                   | Найкраща режисерська робота                          | Деніз Ґамзе Ерґювен                                                                    | Перемога                             |                                      |
| 2015                                 | Кінонагорода Європейського парламенту LUX Prize 2015 | Кінонагорода Європейського парламенту LUX Prize 2015 | Мустанг                                                                                | Перемога                             |                                      |
| 2016                                 | 73-тя церемонія вручення нагороди «Золотий глобус»   | Найкращий фільм іноземною мовою                      | Мустанг                                                                                | Номінація                            |                                      |
| 2016                                 | 88-а церемонія вручення нагороди «Оскар»             | Найкращий фільм іноземною мовою                      | Мустанг                                                                                | Номінація                            |                                      |
| 2016                                 | Приз Луї Деллюка                                     | Найкращий фільм                                      | Мустанг                                                                                | Номінація                            |                                      |
| 2016                                 | 21-ша церемонія вручення премії «Люм'єр»             | Найкращий фільм                                      | Мустанг                                                                                | Перемога                             |                                      |
| 2016                                 | 21-ша церемонія вручення премії «Люм'єр»             | Найкращий дебютний фільм                             | Мустанг                                                                                | Перемога                             |                                      |
| 2016                                 | 21-ша церемонія вручення премії «Люм'єр»             | Найкраща молода акторка                              | Гюнеш Незіге Шенсой, Доґа Зейнеп Доґуслу, Еліт Іскан, Туґба Сунгуроглу, Ілайда Акдоґан | Перемога                             |                                      |
| 2016                                 | 21-ша церемонія вручення премії «Люм'єр»             | Найкращий сценарій                                   | Деніз Ґамзе Ергювен, Аліс Вінокур                                                      | Номінація                            |                                      |
| 2016                                 | 21-ша церемонія вручення премії «Люм'єр»             | Найкращий кінооператор                               | Давид Шізалле                                                                          | Номінація                            |                                      |
| 2016                                 | 21-ша церемонія вручення премії «Люм'єр»             | Найкраща музика до фільму                            | Воррен Елліс                                                                           | Номінація                            |                                      |
| 2016                                 | 41-ша церемонія вручення нагород «Сезар»             | Найкращий фільм                                      | Мустанг                                                                                | Номінація                            |                                      |
| 2016                                 | 41-ша церемонія вручення нагород «Сезар»             | Найкращий дебютний фільм                             | Мустанг                                                                                | Перемога                             |                                      |
| 2016                                 | 41-ша церемонія вручення нагород «Сезар»             | Найкращий режисер                                    | Деніз Ґамзе Ерґювен                                                                    | Номінація                            |                                      |
| 2016                                 | 41-ша церемонія вручення нагород «Сезар»             | Найкращий сценарій                                   | Деніз Ґамзе Ерґювен, Аліс Вінокур                                                      | Перемога                             |                                      |
| 2016                                 | 41-ша церемонія вручення нагород «Сезар»             | Найкраща музика                                      | Воррен Елліс                                                                           | Перемога                             |                                      |
| 2016                                 | 41-ша церемонія вручення нагород «Сезар»             | Найкращі костюми                                     | Селін Созен                                                                            | Номінація                            |                                      |
| 2016                                 | 41-ша церемонія вручення нагород «Сезар»             | Найкращий оператор                                   | Давид Шизалле                                                                          | Номінація                            |                                      |
| 2016                                 | 41-ша церемонія вручення нагород «Сезар»             | Найкращий монтаж                                     | Матильда Ван де Мортель                                                                | Перемога                             |                                      |
| 2016                                 | 41-ша церемонія вручення нагород «Сезар»             | Найкращий звук                                       | Ібрагім Гок, Дам'єн Гійом, Олів'є Гуйнар                                               | Номінація                            |                                      |